# North Miami Beach
North Miami Beach – miasto w Stanach Zjednoczonych, w stanie Floryda, w hrabstwie Miami-Dade.